# 문화 패권

마르크스주의 철학에서, 문화 패권 또는 문화 헤게모니(文化覇權, 영어: cultural hegemony)는 지배집단의 문화를 피지배집단이 수용하도록 조작된 이념이다. 이는 현대의 지배를 정당화하는 이데올로기로서 이러한 지배집단의 이데올로기가 일상생활과 사회에 깊이 스며 사회를 통제한다고 보는 이론이다.
안토니오 그람시(1891~1937)는 '헤게모니(Hegemony)'개념을 가지고 자본주의 체제에서 마르크스주의 문화론의 한계를 비판하면서 대중문화를 연구하는 학자들에게 새로운 좌파적 문제 해석의 틀을 제시하였다. 헤게모니 이론에 따르면, 지배 계급이 주도적인 역할과 기능을 하고 있다. 하지만 헤게모니를 관철시키기 위해서는 대중의 동의가 필수적이라는 사실도 무시할 수 없다. 때문에 자본가와 같은 지배계급이 대중의 동의를 구하는 일을 반복적으로 행하고, 이를 바탕으로 도덕적이고 지적인 지도력을 행사한다고 주장한다. 이러한 그람시의 문화적 헤게모니 개념에서 묘사하는 현상은 피지배계급이 지배계급의 자본주의 및 착취 문화를 수용하고, 지배계급에 복종하며, 같은 혁명 세력을 증오하고, 멸시한다는 점에서 현시대에서도 유효하다.

## 같이 보기
- 문화적 전유
- 소프트 파워

## 참고 문헌
1. ↑  원용진 (2010년 7월 30일). 《새로 쓴 대중문화의 패러다임》. 한나래. 529-534쪽. ISBN 9788955661033.